# Хозацкий, Лев Исаакович
Лев Исаакович Хозацкий (2 июня 1913, Санкт-Петербург — 26 июня 1992, Санкт-Петербург) — советский зоолог-герпетолог, палеонтолог, специалист по черепахам. 

## Биография
Родился 2 июня 1913 года в Санкт-Петербурге в семье инженера-технолога Исаака Михайловича Хозацкого (1881—1942) и Надины Александровной Хозацкой (Розенбах) (1883—1972). Рождение было зарегистрировано в лютеранской церкви по вероисповеданию матери. Был старшим ребёнком в семье. Имел младшего брата Александра (1918—1973).
В 1930 г. окончил ленинградскую трудовую школу № 192. В том же году поступил на биологический факультет Ленинградского государственного университета. Учился на кафедре зоологии позвоночных, и первоначально занимался морфологией, но затем увлёкся экологией. В 1933 г. был зачислен практикантом Волжско-Камской охотничье-промысловой биологической станции. В том же году женился на своей однокурснице Александре Ивановне Щегловой, однако официально их брак был зарегистрирован лишь в 1936 г. В студенческие годы проводил политзанятия со студентами и возглавлял штаб лёгкой кавалерии, числился научным сотрудником Пригородного районного краеведческого музея в Пушкине. С 1932 по 1939 гг. работал экскурсоводом в Зоологическом институте АН СССР. В 1936 г. защитил дипломную работу «Критический обзор палеарктических представителей рода Natrix».
После защиты дипломной работы Хозацкий остался аспирантом при кафедре зоологии позвоночных, где под руководством Д. Н. Кашкарова занимался изучением панциря черепах. В 1940 г. его зачислили в сотрудники Зоологического института и приняли в члены Всесоюзного палеонтологического общества. В связи с началом Великой Отечественной войны он не успел защитить диссертацию и был призван на военную службу. Сама диссертация и рукописи к ней были уничтожены во время бомбёжки.
С октября 1941 г. Хозацкий занимал должность судебного секретаря Военно-Морского трибунала в Ленинграде. В 1942 г. упал в голодном обмороке, и, после лечения от дистрофии в военно-морском госпитале был направлен санитарно-эпидемиологическую лабораторию Балтийского флота, где работал врачом-бактериологом. Здесь он также исследовал бактерицидные свойства кожных выделений амфибий. После снятия блокады Ленинграда в 1944 г. был временно отозван с военной службы для защиты кандидатской диссертации на тему «Функционально-морфологическое и палеонтологическое исследование некоторых черепах». В 1945 г. вступил в ВКП(б). В ноябре Хозацкий был демобилизован в звании старшего лейтенанта с медалями «За оборону Ленинграда» и «За победу в Великой Отечественной войне».
15 ноября 1945 г. он был зачислен в докторантуру Зоологического института по теме «Фауна черепах СССР и её происхождение», но к окончанию срока диссертация к защите представлена не была. В октябре 1948 г. Хозацкий вернулся в ЛГУ сначала как исполняющий обязанности доцента, а в 1950 г. был утверждён в звании доцента. С 1947 г. у Л. И. Хозацкого установились доверительные отношение с известным палеонтологом И. А. Ефремовым, благодаря которому Хозацкому были переданы сборы ископаемых черепах Монгольской палеонтологической экспедиции. После смерти Ефремова и запрета его публикаций Хозацкий вместе с палеонтологом М. В. Куликовым направили письмо в ЦК КПСС в защиту памяти учёного.
В 1983 г. Хозацкий вышел на пенсию, хотя и продолжал работать, опубликовав за 9 лет около 50 работ. В то же время он занимался организаторской и издательской деятельностью во Всесоюзном палеонтологическом обществе. 26 июня 1992 г. Хозацкий скончался после болезни от почечной недостаточности.

## Вклад в науку
Наибольший вклад Хозацкий сделал в изучении черепах, которым посвящено 115 его работ. Исследовал палеонтологию, систематику, теплообмен и газообмен черепах, биомеханику их панциря, в том числе прочность и влияние на неё конструктивных особенностей, его гидродинамику. За свою жизнь Хозацкий дал названия 44 таксонам черепах, среди которых два подсемейства (Kirgizemyinae и Shachemydinae), 11 родов и подродов и 32 вида и подвида. Из них, по данным Данилова и др. за 2013 год, 35 являются валидными, 2 считаются младшими субъективными синонимами, четыре являются nomina dubia, два — nomina nuda и ещё одно (Spinemys) имеет неясный таксономический статус. Помимо черепах, его работы были посвящены другим пресмыкающимся, земноводным, млекопитающим, птицам и рыбам, а также общим вопросам теории эволюции, таксономии и истории науки.
Автор более 200 публикаций.

## Память
В 1979 г. был избран почётным членом Всесоюзного палеонтологического общества.
В 1984 г. был опубликован специальный герпетологический выпуск (Том 124) «Трудов зоологического института АН СССР», посвящённый 70-летию Л. И. Хозацкого.
В честь него названы два вида ископаемых черепах Trionyx khosatzkyi Čkhikvadze, 1983 и Paramongolemys khosatzkyi Danilov & Sukhanov, 2013 и современная змея Echis khosatzkii Cherlin, 1990.